# ノジトラノオ
ノジトラノオ(和名:野路虎の尾　学名:Lysimachia barystachys)は、サクラソウ科オカトラノオ属の湿った草地などに生える多年草。垂れ下がった花序が、トラの尾に似ている。環境省レッドリスト（第4次）絶滅危惧II類(VU)。

## 特徴
ノジトラノオは、日本本州の関東以西と九州(主に北部)や朝鮮半島南部にも分布し、茎に褐色の毛が密生している。オカトラノオ(Lysimachia clethroides)が乾いた丘陵地を好むのに対し、ノジトラノオはやや湿った野原に生える。また、オカトラノオとは、花序の先端の形と葉の形状が、違うこと等でも区別する。ノジトラノオは、花序(花は白色)の先端が比較的尖らず、オカトラノオでは、滑らかに細くなっている。ノジトラノオの葉は全縁で比較的細く、狭長楕円形-倒披針形で、先は短くとがる。また、花序の先端は、垂れ下がっている。高さは、70cmほどで1mに達するものもある。
よく似たものにヌマトラノオ(Lysimachia fortunei)があり、比較的上に真っ直ぐに生え、花序は垂れない。また、オカトラノオとヌマトラノオの交配種にイヌヌマトラノオ{Lysimachia x pilophora (Honda) Honda}がある。

## 保全状況評価
絶滅危惧II類 (VU)（環境省レッドリスト）
。
県版RDBでは、関東地域のほとんど(東京、埼玉、千葉、神奈川、群馬、栃木、茨城)と長野、愛知、熊本、鹿児島県などで絶滅危惧I類(CR+EN)またはII類(VU)に指定している。

## 文化的側面
茶室に活ける茶花として、茶畑の敷き草の採取地である茶草場に見られることがある。